# オーランド・プライド
オーランド・プライド (英語 : Orlando Pride) は、アメリカ・ フロリダ州オーランドをホームタウンとする女子のプロサッカーチーム。2016年にアメリカ女子サッカーの最高峰であるNWSLに新規参入した。 MLSに所属するオーランド・シティSCの系列チーム。

2016年4月23日に行われたホーム開幕戦でNWSL記録となる23,403人の観客を集めた。

## 歴史
NWSLの2015年のシーズン終了後、オーランド・シティSCのオーナーグループがNWSLに新チームを創設して参入するのではないかという噂が出ていた。その後、2015年10月20日にレイク・エオラ・パークでチーム創設の記者会見が開かれ、オーナーであるフィル・ローリンスがチーム名とチームロゴ、チームカラーを発表した。初代監督には元サッカーオーストラリア女子代表、サッカーアメリカ女子代表監督のトム・サーマンニが就任した。
2015年10月26日、オーランド・プライドはクラブの歴史における最初の獲得選手を発表した。プライドはポートランド・ソーンズFCとのトレードで、アメリカ代表のFWアレックス・モーガンとサッカーカナダ女子代表のカイリン・カイルを、2015年NWSL拡張ドラフトと2016年NWSL学生ドラフトの1巡目指名権、2016年と2017年の外国人枠との交換で獲得した。またFCカンザス・シティとのトレードでサラ・ハーゲンと2016年NWSLドラフト2巡目指名権を、2017年学生ドラフト2巡目指名権との交換で獲得した。

### チーム名、チームロゴ、チームカラー
2015年10月20日、オーランド・プライドの創設者であり代表であるフィル・ローリンスによってチーム名が発表された。彼はチーム名について「ライオンズ・ファミリーとの確固たる結びつきを意味するとともに（「ライオン」はオーランド・プライドの所属するクラブ：オーランド・シティSCの象徴である）、私たち皆がオーランド市に感じていることを表している」と述べた。チームカラーは紫と水色。チームロゴはレイク・エオラ・パークにある有名な噴水のイラストがあしらわれている。

## スタジアム

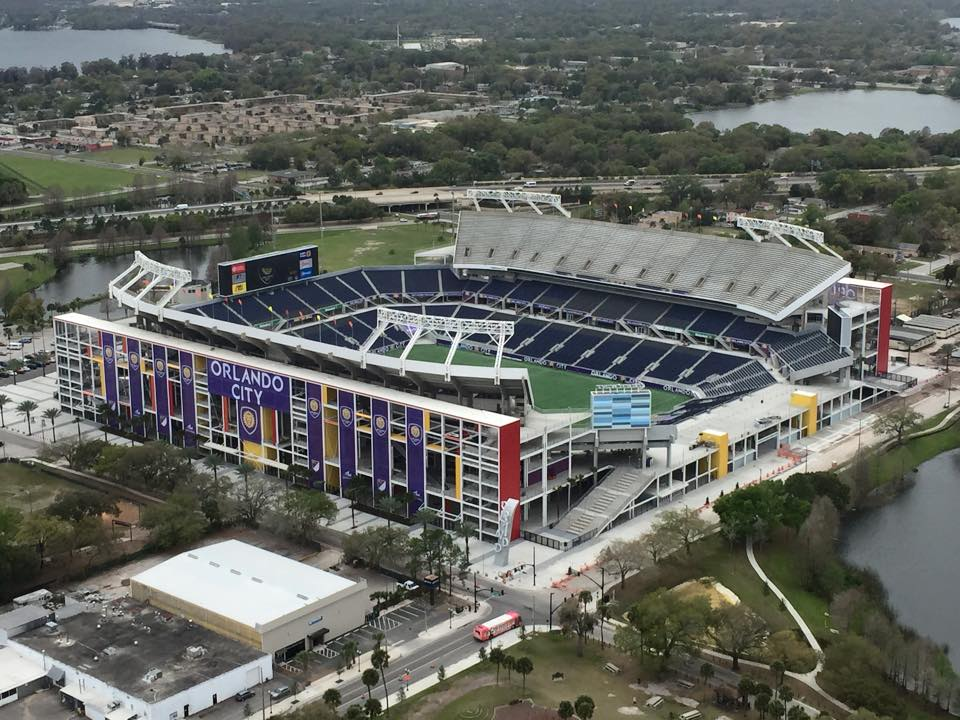
キャンピング-ワールドスタジアム、2017年までのオーランド・シティのホーム会場

オーランド・プライドは2016シーズンは男子チームのオーランド・シティSCと同様にキャンピング-ワールドスタジアムをホームスタジアムとして使用している。また、2016年に建設予定のサッカー専用スタジアム「オーランド・シティ・スタジアム」が男子チームと同様に新ホームスタジアムの候補になっている。
キャンピング-ワールドスタジアム(以前のオーランドスタジアム)は、オーランド・ダウンタウンに所在する屋外スポーツスタジアム。 スタジアムの収容人数は60,219人。 スタジアムの競技台表面はサッカーの国際試合で使用するのに十分な大き差を備え、 1994年のFIFAワールドカップで使用された。 1996年のオリンピックでも、男子、女子両方のサッカーの試合が行われた。

## 最初のチーム名簿
2016年5月28日現在
注：選手の国籍表記はFIFAの定めた代表資格ルールに基づく。
| No. | Pos. |                | 選手名                         |
| --- | ---- | -------------- | ------------------------------ |
| 1   | GK   | アメリカ合衆国 | アシュリン・ハリス             |
| 2   | DF   | アメリカ合衆国 | カミラ・レビン                 |
| 3   | DF   | アメリカ合衆国 | トニー・プレスリー             |
| 4   | FW   | アメリカ合衆国 | ジャミア・フィールズ           |
| 5   | DF   | オーストラリア | ローラ・アルウェイ             |
| 6   | MF   | カナダ         | カイリン・カイル               |
| 7   | DF   | オーストラリア | ステファニー・キャトレイ       |
| 8   | FW   | アメリカ合衆国 | サラ・ハーゲン                 |
| 9   | FW   | カナダ         | ジョゼ・ベランガー             |
| 10  | FW   | イングランド   | リアン・サンダーソン           |
| 11  | FW   | アメリカ合衆国 | クリスティーナ・バーケンロード |
| 12  | DF   | アメリカ合衆国 | クリステン・エドモンズ         |
| 13  | FW   | アメリカ合衆国 | アレックス・モーガン           |

| No. | Pos. |                | 選手名                               |
| --- | ---- | -------------- | ------------------------------------ |
| 14  | MF   | アメリカ合衆国 | ベッキー・エドワーズ                 |
| 16  | MF   | ブラジル       | レア・リン・ガブリエラ・フォルトゥニ |
| 17  | MF   | アメリカ合衆国 | ダニー・ウェザーホルト               |
| 18  | DF   | アメリカ合衆国 | マディ・エバンス                     |
| 19  | GK   | アメリカ合衆国 | オーブリー・ブレッドソー             |
| 21  | DF   | ブラジル       | モニカ・ヒックマン・アルベス         |
| 23  | FW   | アメリカ合衆国 | ジャスマイン・スペンサー             |
| 26  | DF   | アメリカ合衆国 | サム・ウィットマン                   |